# Метрополитано де Лара
Метрополита́но де Ла́ра (исп. Estadio Metropolitano de Fútbol de Lara), иногда называемый Метрополита́но де Кабуда́ре (исп. Estadio Metropolitano de Cabudare) — второй по вместительности футбольный стадион Венесуэлы, расположенный в городе Кабударе, юго-восточном пригороде Баркисимето, административного центра штата Лара. Вместимость стадиона составляет 47 913 зрителей. На «Метрополитано» выступает футбольный клуб «Депортиво Лара».

## История
Строительство нового «Городского футбольного стадиона Лары» в Кабударе началось в 2006 году и было приурочено к предстоящему проведению в Венесуэле Кубка Америки 2007. Официально был открыт 2 июня 2007 года. Стадион к тому моменту уже соответствовал всем требованиям КОНМЕБОЛ и принял запланированные матчи континентального первенства. Однако полностью проект спорткомплекса не был завершён, и уже 1 августа 2007 года строительные работы возобновились. 1 октября 2009 года доработка стадиона «Метрополитано де Лара» была завершена. Сумма затрат на строительство «Метрополитано» составила 74,4 млн долларов США (180 млрд боливаров). Архитектором проекта стал Рикардо Падилья.
На момент проведения Кубка Америки вместимость арены составляла 39 655 зрителей. После окончания строительных работ в 2009 году вместимость «Метрополитано» увеличилась до 47 913 зрителей, что делает его вторым по вместительности стадионом страны. По другим данным, во второй половине 2010-х годов вместимость стадиона уменьшилась до 40 312 зрителей (пятое место в Венесуэле).
В рамках Кубка Америки 2007 в Кабударе (Баркисимето) состоялись три игры:
- 5 июля 2007. Группа C.  США —  Колумбия — 0:1
- 5 июля 2007. Группа C.  Аргентина —  Парагвай — 1:0
- 8 июля 2007. 1/4 финала.  Аргентина —  Перу — 4:0

## Спортивные соревнования
- Кубок Америки 2007